# Christian Seltmann
Christian Seltmann (* 21. Juni 1968 in Lüdenscheid) ist ein deutscher Autor und Übersetzer insbesondere von Kinderbüchern.

## Leben
Christian Seltmann arbeitete neben dem Studium der Sozial- und Wirtschaftsgeschichte an der Ruhr-Universität Bochum von 1989 bis 1994 als Hörfunk-Journalist in Nordrhein-Westfalen. Nach dem Studium wurde er in einem Bühnenverlag als Lektor beschäftigt. 1997 zog Seltmann nach Berlin und arbeitete 1999 bei Pro7-TV in München als Redakteur. Von 2000 bis 2002 arbeitete Seltmann für ein Zeichentrickfilm-Unternehmen. Seither ist er als freier Schriftsteller tätig.
Seltmann lehrte von 2006 bis 2008 als Gastdozent an der TU Berlin.
Sein Stück Aufstand! wurde 1995 im Theater am alten Markt Bielefeld aufgeführt. Seit 1996 übersetzt er gemeinsam mit Martin Molitor die Theaterstücke von Martin McDonagh.

## Auszeichnungen
- SPELL-Preis 2020, Siegener Preis für Erstlese-Literatur[2]
- „Leipziger Lesekompass 2015“ der Stiftung Lesen und der Buchmesse Leipzig für Kommissar Ping und das Kaugummi-Geheimnis , Arena 2014
- Zweiter Platz beim Preuschhof-Preis für Kinder-Literatur 2014 für Henri erbt ein Monster, Arena 2013[3]
- „Favorit“ der Stiftung Lesen, Herbst 2012 mit Kleiner Ritter Kurz von Knapp, Arena 2012
- „Leipziger Lesekompass 2013“ in der Kategorie 6–10 Jahren für Kleiner Ritter Kurz von Knapp, Arena 2012

## Schriften
- Martin McDonagh (dt. von Martin Molitor u. Christian Seltmann): Bochumer Stücke / 9. Der Leutnant von Inishmore. 2002.
- Auch Drachen können höflich sein. Arena 2009.
- Los, Taran, ab durch die Wolken!. Arena 2011.
- Kleiner Ritter Kurz von Knapp. Arena, Würzburg 2012, ISBN 978-3-401-09922-4 (Illustrationen: Pina Gertenbach).
- Fußballgeschichten für 3 Minuten. Arena, Würzburg 2012, ISBN 978-3-401-09938-5 (Illustrationen: Jann Wienekamp).
- Der König geht zum Monsterball, aus der Reihe „Der Bücherbär“, Illustrationen: Dirk Eckert, Arena 2012, ISBN 978-3-401-09688-9.
- Henri erbt ein Monster. Arena, Würzburg 2013, ISBN 978-3-401-70184-4 (Illustrationen Joëlle Tourlonias; aus der Reihe Der Bücherbär).
- Paul – plötzlich Vampir! Ein bisschen Spuk um Mitternacht. Arena, Würzburg 2013, ISBN 978-3-401-70131-8 (Illustrationen: Alexander von Knorre).
- Ralf-Rüdiger: Ein Rentier sucht Weihnachten. Arena, Würzburg 2013, ISBN 978-3-401-70173-8 (Illustrationen: Astrid Henn).
- Strupkowski. Ein Hund sucht das Glück. Arena, Würzburg 2014, ISBN 978-3-401-70576-7 (Illustrationen: Katrin Oertel).
- Freds sensationelle Spinnereien. Arena, Würzburg 2014, ISBN 978-3-401-06894-7 (Illustrationen: Vera Schmidt).
- Kommissar Ping und das Kaugummi-Geheimnis. Arena, Würzburg 2014, ISBN 978-3-401-70423-4 (Illustrationen: Maria Karipidou; aus der Reihe Der Bücherbär).
- »Where the fuck is the Führer?« als Touri-Guide in Berlin. Ullstein, Berlin 2015, ISBN 978-3-548-37581-6.
- Jimmy Milchohr. Arena, Würzburg 2016, ISBN 978-3-401-70434-0 (Illustrationen: Astrid Henn).
- Geheimakte Benz, Die Geisterkutsche. Arena, Würzburg 2017, ISBN 978-3-401-50942-6 (Illustrationen: Bernd Lehmann).
- Ein Kuschelmonster für die Lesenacht. Arena, Würzburg 2017, ISBN 978-3-401-50942-6 (Illustrationen: Nikolai Renger; aus der Reihe Der Bücherbär).
- Luis und Lotte. Arena, Würzburg 2018, ISBN 978-3-401-71105-8 (Illustrationen: Thorsten Saleina).
- Robin Cat. Arena, Würzburg 2018, ISBN 978-3-401-71018-1 (Illustrationen: Christine Kugler).